# Luís Gonzaga do Nascimento e Silva
Luís Gonzaga do Nascimento e Silva (Itajubá, 24 de janeiro de 1915 – Rio de Janeiro, 2 de janeiro de 2003) foi um político brasileiro.
Foi ministro do Trabalho e Previdência Social no governo Humberto de Alencar Castelo Branco, de 1 de agosto de 1966 a 15 de março de 1967, e também do governo Ernesto Geisel.
Nascimento e Silva foi pai da atriz Maria do Rosário Nascimento e Silva.